# Цилгидзуар
Цилгидзуар — малое озеро на южных склонах Кавказа. Расположено на северном склоне ответвления от хребта Эрмани. Принадлежит бассейну Большой Лиахви. Находится на высотном промежутке 2420÷2440 м над уровнем моря.
Административно де-факто находится в Дзауском районе Республики Южная Осетия. Де-юре на территории Джавского муниципалитета грузинского края Шида-Картли.
Из Цилгидзуара на северной стороне берёт начало ручей — левый приток реки Эрманидон.
Озеро окружает берёзовый лес.